# Moses Simon
Moses Daddy-Ajala Simon (* 12. července 1995 Jos) je nigerijský profesionální fotbalista, který hraje na pozici křídelníka či útočníka za francouzský klub FC Nantes a za nigerijský národní tým.

## Klubová kariéra
Svou fotbalovou kariéru začal v nigerijské GBS Academy. Poté působil v mládežnickém týmu AFC Ajax. V zimním přestupovém období sezony 2013/14 přestoupil do FK AS Trenčín, partnerského klubu Ajaxu. Podepsal smlouvu na tři roky a sešel se zde s krajanem Kingsley Maduem.
S Trenčínem se představil v Evropské lize UEFA 2014/15, v úvodním domácím utkání 2. předkola 17. července proti srbskému celku FK Vojvodina Novi Sad (hrálo se na stadionu v Dubnici) nastřílel hattrick, výrazně tak přispěl k výhře 4:0. Trenčín ve třetím předkole vypadl s anglickým týmem Hull City AFC, ale Simon zaujal jiný anglický klub Tottenham Hotspur FC.

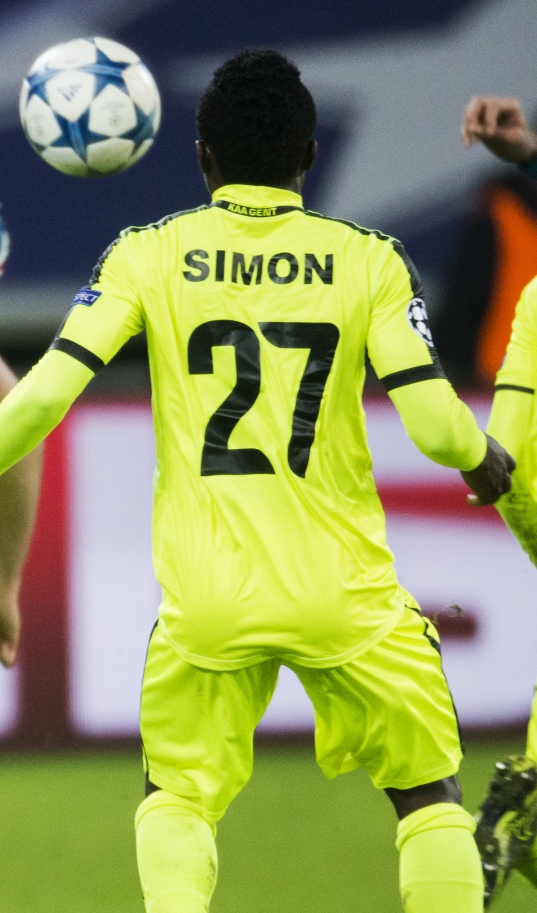
Moses Simon v dresu KAA Gent (2015)

V lednu 2015 se dohodlo jeho angažmá v belgickém klubu KAA Gent, Simon tak napodobil bosenského záložníka Harise Hajradinoviće, který také přestoupil z Trenčína do Gentu. Jelikož Gent i Trenčín získali v sezóně 2014/15 ve svých zemích ligové tituly, mají na nich oba hráči svůj podíl.

## Reprezentační kariéra
Zúčastnil se Mistrovství světa hráčů do 20 let 2013 v Turecku, kde mladí Nigerijci vypadli v osmifinále s Uruguayí po porážce 1:2.
V A-mužstvu Nigérie debutoval 25. 3. 2015 v přátelském zápase v Lagosu proti týmu Ugandy (prohra 0:1).